# Avīci (01)
Avīci (01) er en EP af den svenske DJ Avicii. Den blev udgivet den 10. august 2017 via. pladeselskabet Universal Music Sweden. EP'en var Aviciis sidste udgivelse, inden hans død i 2018. EP'en inkluderer 3 singler, "Without You" med Sandro Cavazza og "Lonely Together" med Rita Ora. "Lonely Together" er også produceret af Benny Blanco, Cashmere Cat, WATT. "Without You" er også produceret af Carl Falk. EP'en var også Aviciis første udgivelse efter hans tilbagetrækning fra offentligheden i 2016. Den opnåede også stor succes i Danmark, hvor den var nr. 3 på den danske hitliste.

## Historie
Efter Avicii's tilbagetrækning fra live-scenen i 2016, lovede han at det ikke var slutningen på hans musikkarriere.I et instagram-post fra den 27. juli 2017 teasede han for første gang hans nye EP med teksten "Ny musik kommer meget (meget) snart", samt EP'ens sangtitler som hashtags. Efterfølgende lagde han små teasere med musik op på Instagram i august samme år, indtil EP'en blev udgivet den 10. august. EP'en består af musik som hovedsageligt blev produceret i 2017, efter hans tilbagetrækning. Dog blev sangen "Without You" produceret allerede i 2016.
I et interview med britiske Pete Tong udtale Avicii om EP'en: "EP'en er nummer 1 i en række af 3, så hele albummet vil blive udgivet med den tredje EP." Efter Aviciis død blev EP nummer 2 og 3 aflyst, og blev i stedet afløst af albummet "TIM" fra 2019.

## Sange

### Friend Of Mine (feat. Vargas & Lagola)
Friend Of Mine er skrevet af Tim Bergling (Avicii), Salem Al Fakir, Vincent Pontare, Michelle Phillips og John Phillips. Friend Of Mine sampler The Mamas & the Papas "California Dreamin'". Friend Of Mine blev skrevet i begyndelsen af 2017, og den bliver sunget af Salem Al Fakir og Vincent Pontare, der tilsammen danner duoen Vargas & Lagola. Sammen med sangen blev en musikvideo udgivet, der omhandler en mand med Alzheimers, som husker tilbage på sit liv.Friend Of Mine har over 85 millioner afspilninger på Spotify.

### Lonely Together (feat Rita Ora)
Hovedartikel: Lonely Together (Avicii-sang)
Lonely Together er skrevet af Tim Bergling, Benjamin Levin, Ali Tamposi, Brian Lee, Andrew Wotman og Magnus Høiberg. Lonely Together blev sunget af den engelsk-albanske sangerine Rita Ora. Den blev produceret i 2017 af Bergling, Levin, Wotman og Høiberg. Lonely Together blev udgivet som single den 11. august 2017, som den anden single fra EP'en. Lonely Together er dermed den sidste sang Bergling udgav i hans levetid. Lonely Together har 730 millioner afspilninger på Spotify.

### You Be Love (feat. Billy Raffoul)
You Be Love er skrevet af Tim Bergling, Nathan Chapman, Hillary Lindsey og Billy Raffoul. You Be Love blev produceret i 2017, og den er sunget af den canadiske sanger Billy Raffoul. You Be Love har over 78 millioner afspilninger på Spotify.

### Without You (feat. Sandro Cavazza)
Hovedartikel: Without You
Without You er skrevet af Tim Bergling, Salem Al Fakir, Vincent Pontare, Carl Falk, Dhanni Lennevald og Allesandro Cavazza. Without You blev skrevet i 2016, mens Bergling tog en pause fra livescenen. Without You blev i 2016 spillet som intro på alle hans liveshows frem til det sidste samme år. Efter Berglings død opnåede Without You fornyet succes, og den røg først af den svenske hitliste i 2019. Without You blev udgivet den 11. august 2017, som albummets første single. Sangen har over 1,1 milliard afspilninger på Spotify.

### What Would I Change It To (feat. Aluna)
What Would I Change It To er skrevet af Tim Bergling, Aluna Francis og Mike Einziger. Mike Einziger har tidligere samarbejdet med Bergling på sangen "Wake Me Up" fra debutalbummet "True" fra 2013. What Would I Change It To blev produceret omkring 2014-15, og den blev først spillet ved Ultra Music Festival i 2015. Det gør sangen til albummets ældste. You Be Love har over 67 millioner afspilninger på Spotify.

### So Much Better - Avicii Remix
So Much Better er skrevet af Sandro Cavazza, Carl Silvergran og Felix Flygare Floderer. Den er remixet af Bergling selv, som en afløser for sangen "Let's Ride Away" med sangerinden Kacey Musgraves, som af ukendte årsager blev fjernet fra EP'en i sidste øjeblik. So Much Better blev originalt udgivet på EP'en "Sandro Cavazza - EP" fra 2017. Berglings remix af So Much Better har over 48 millioner afspilninger på Spotify.

## Hitlister
| Chart (2017–18)                        | Peak position |
| -------------------------------------- | ------------- |
| Australian Albums (ARIA)               | 14            |
| Østrig (Ö3 Austria)                    | 9             |
| Canadiske Albummer (Billboard)         | 14            |
| Danmark (Album Top-40)                 | 3             |
| Frankrig (SNEP)                        | 57            |
| Tyskland (Offizielle Top 100)          | 37            |
| Irland (IRMA)                          | 16            |
| Italien (FIMI)                         | 18            |
| Japan Hot Albums (Billboard Japan)     | 2             |
| New Zealand (RIANZ)                    | 34            |
| Skotland (OCC)                         |               |
| Sverige (Sverigetopplistan)            | 1             |
| Schweiz (Schweizer Hitparade)          | 11            |
| US Billboard 200                       | 52            |
| US Dance/Electronic Albums (Billboard) | 2             |

| Chart (2017)                               | Position |
| ------------------------------------------ | -------- |
| Danish Albums (Hitlisten)                  | 54       |
| Swedish Albums (Sverigetopplistan)         | 2        |
| US Top Dance/Electronic Albums (Billboard) | 20       |

| Chart (2018)                               | Position |
| ------------------------------------------ | -------- |
| Danish Albums (Hitlisten)                  | 53       |
| Icelandic Albums (Plötutíóindi)            | 79       |
| Swedish Albums (Sverigetopplistan)         | 2        |
| US Top Dance/Electronic Albums (Billboard) | 20       |

| Chart (2019)                       | Position |
| ---------------------------------- | -------- |
| Swedish Albums (Sverigetopplistan) | 14       |

| Chart (2020)                       | Position |
| ---------------------------------- | -------- |
| Swedish Albums (Sverigetopplistan) | 44       |

| Chart (2021)                       | Position |
| ---------------------------------- | -------- |
| Swedish Albums (Sverigetopplistan) | 66       |